# Terra Indígena Xikrin do Cateté
A Xikrin do Cateté (ou Terra Indígena Xikrin do Rio Cateté) é uma terra indígena (TI) de 439 mil hectares, localizada no estado brasileiro do Pará, onde vivem 1 737 pessoas de cinco etnias, e também comunidades quilombolas. A TI foi homologada no CRI e na Secretaria de Patrimônio da União (SPU) em 1991.
Em 2007, os povos tradicionais, incluindo os indígenas, foram reconhecidas pelo Governo do Brasil, através da Política Nacional de Desenvolvimento Sustentável dos Povos e Comunidades Tradicionais (PNPCT), por terem o modo de vida ligado aos recursos naturais e ao meio ambiente de forma harmônica e o uso comunitário da terra. Reafirmando aos indígenas o direito a sua terra tradicional e a proteção do governo do Brasil. Assim a Fundação Nacional dos Povos Indígenas atua nesta TI através da Coordenação Regional "Juruá" e do Distrito Sanitário Especial Indígena "Alto Rio Juruá".

## História
Em 1977, a área Xikrin do Rio Cateté foi declarada Terra Indígena (área de ocupação tradicional e permanente indígena), sendo homologada em dezembro de 1991 no decreto 384.
A história da empresa Vale na região amazônida e com a TI Xikrin do Cateté está ligada à descoberta de jazidas na região de Carajás, pelo geólogo Breno Augusto dos Santos em 1967 durante sobrevoos. Os Xikrin  e outros povos indígenas em mais seis unidades de conservação na região sudeste paraense foram beneficiados através do convênio entre a Vale e a Funai imposta pelo Banco Mundial para à concessão de financiamento do Projeto Carajás na década de 1980. Esta parceria forma 1,2 milhão de hectares de floresta conservada.
Entre os projetos da Vale na TI Xikrin do Cateté, está o resgate da memória e da cultura indígena chamado Projeto Memória Xikrin do Cateté, que já virou dois livros e o lançamento de um site sobre a história da etnia, com coleção de fotos, desenhos e, mídia sonora com os cantos e rituais registrados pelas antropólogas Lux Vidal e Isabelle Vidal Giannini durante 30 anos, sendo doados à Universidade de São Paulo.
Em 1989, na TI teve o projeto de manejo Kaben Djuoi, dos Xikrin do Cateté, buscando acabar com as desvantajosas negociações ilegais entre Kayapó e madeireiros sem responsabilidade ecológica e social. Querendo ser referência para as políticas públicas indigenistas. O plano de manejo inicia por volta de 1989 no período que os madeireiros entram na área Xikrin do Cateté e também ocorre a paralisação do convênio entre os índios e a empresa CVRD (Vale) . Assim que os primeiros contratos sustentáveis com as madeireiras foram assinados, a antropóloga pesquisadora da área na época, Isabelle Giannini, iniciou a conversa com os indígenas para ter uma alternativa para o situação naquele ano.
As questões econômicas relacionadas à madeira era uma preocupação dos indígenas, mas a equipe técnica também discutiu sobre a dimensão ecológica desta exploração e também sobre outras formas de exploração, como: castanha, óleo de babaçu, palmito de açaí. Mas a adesão dos Xikrin ao projeto ocorreu lentamente. No início do plano de manejo a equipe do "Centro Ecumênico de Documentação e Informação" (CEDI) começou os inventários, mas ainda havia madeireiro ilegal na área. Saindo totalmente em 1993, formando um período de oito anos de exploração ilegal.
Os Xikrin adotaram totalmente o projeto por volta de 1996, perceberam o prestígio que poderia causar junto a outras comunidades kayapó, pois consideraram um ótimo modelo de exemplo.
De acordo com o Instituto Socioambiental (ISA), foi intensa a presença e as decisões dos Xikrin durante o projeto, através da "Associação Indígena Bep-Noi de Defesa do Povo Xikrin do Cateté" (ABN) que acompanhou as etapas de tramitação burocrática/administrativas do Plano de Manejo, entendendo os procedimentos técnicos para implementa-lo nas oficinas de formação na Vale na década de 1990, onde os indígenas puderam interferem no projeto. Participaram dos inventários florestais, do zoneamento das áreas de subsistência, do censo da madeira, da busca de financiamento, das atividades extrativistas. A associação indígena também fazia parte das ações jurídico-administrativamente do projeto. Onde um dos objetivos do Projeto de Manejo era a capacitação técnico-administrativa dos indígenas para que a associação seja autônoma e gerenciada apenas por Xikrin.
Foi estabelecido que 10% dos 439 mil hectares da reserva eram destinados ao manejo da exploração madeireira. Seguido de um macrozoneamento ecológico no período de 1993 à 1997, baseado nos critérios de proteção e plantio, dividindo a área em cinco zonas específicas de proteção: áreas de difícil acesso sem extração de produtos florestais; áreas de plantios de reabilitação das espécies com problemas de regeneração; áreas de subsistência onde a floresta é mantida mas ocorre a extração tradicional dos produtos; área designada à exploração comercial especialmente da madeira, com atividades de subsistência comunitária; áreas na periferia das florestas altas usadas para agricultura de subsistência.
Em agosto de 2024, as lideranças da TI Xikrin e Funai discutiram um Plano Ambiental, na 3ª Reunião anual de avaliação e planejamento do Componente Indígena do Plano Básico Ambiental (PBA-CI Xikrin Cateté). Sobre o empreendimento Mineração Onça Puma da empresa Vale e sobre o licenciamento Plano Básico Ambiental.

## Características
Esta TI é formada por três aldeias: a primeira é a Kateté, com maior população; a segunda é a Dju-djekô, criada a partir da divisão na aldeia maior devido a dinâmica da mineração com distante de 20km; e a terceira é a Ô-odjã, a última a ser constituída devido separação no início do século XXI, possui menor população e está localizada às margens do rio Itacaúnas, com distante de 60km da aldeia maior. Mesmo estas estando na mesma TI e sendo do mesmo povo, as aldeias possuem organização sócio-política autônomas.
Em 439 mil hectares vivem 1 737 pessoas das seguintes etnias: Guarani, Guarani-Mbya (língua guarani), Mebengôkre (Kayapó), Xikrin-Mebengôkre/ Xikrin-Kayapó (língua kayapó), e também os Isolados do Cateté (IBGE 2022).

#### Distribuição municipal
A Xirkin do rio Cateté está situado em três municípios do estado do Pará (próxima ao núcleo de Carajás):
| Município          | Área municípal (ha) | TI no município (ha) |
| ------------------ | ------------------- | -------------------- |
| Água Azul do Norte | 711 395,50          | 157 705,22 (35,91%)  |
| Marabá             | 1 512 805,80        | 14 498,58 (3,30%)    |
| Parauapebas        | 688 620,80          | 266 191,64 (60,61%)  |

Situada na região sudeste do estado do Pará, sob jurisdição municipal de Parauapebas. Possui fronteira com as unidades de conservação da Floresta Nacional do Itacaiúnas, Floresta Nacional do Tapirapé Aquiri e Floresta Nacional de Carajás.

#### Bioma
Esta TI está localizada na bacia hidrográfica do rio Tocantins e faz parte do bioma Amazônico. Uma região de transição entre floresta tropical e cerrado no sudeste paraense, composto na maioria pela vegetação de ombrófila aberta (79,79%, clima mais seco de 2 a 4 meses por ano), com uma pequena parte de ombrófila densa (20,21%).

## Organizações
Nesta área atuam três organizações:
- Missão Central do Brasil (MICEB);
- Associação Indígena Kàkàrekre de Defesa do Povo Xikrin do Djudjekoe (KAKAREKRE);
- Associação Indígena Porekrô de Defesa do Povo Xikrin do Cateté

## Ameaças
A Terra Indígena Xikrin do Cateté está localizada no Arco do Desmatamento" (concentra 80% da atividade) e de acordo com o "Projeto Monitoramento da Floresta Amazônica Brasileira por Satélite" (PRODES) do "Instituto Nacional de Pesquisas Espaciais" (INPE) sofreu desmatamento de 7 167 hectares até 2023. E ainda enfrenta a falta de cumprimento dos direitos das comunidades indígenas e quilombolas que ali vivem, incluindo o direito a todo o território de suas TI. Os Xikrin desta TI também enfrentam insegurança hídrica e alimentar, pois os rios Cateté e Itacaiúnas estão poluídos por metais pesados (chumbo, cádmio, ferro, cobre, cromo, manganês e, níquel), com evidências de contaminação na água e no lodo. Pois as atividades de mineração ocorrem desde a década de 1970 afetando também a organização sócio-política local.
A região sul paraense é uma das áreas mais devastadas da Amazônia brasileira. Os grandes desmatamentos nas TI foram feitos por explorações/invasões de pessoas não-indígenas antes das demarcações (NEPSTAD 2006). Apesar das TI contribuírem para diminuir o desmatamento no Arco do Desmatamento (de agosto de 2016 e julho de 2017 concentraram 2%), outro problema afeta a região, as queimadas, que de acordo com o INPE, de julho à setembro de 2024 os focos de incêndio no bioma Amazônia chegaram a 69 111, o maior índice desde 2007 impulsionado por garimpo e seca. Nas Unidades de Conservação foram mais de 10 mil focos detectados, a maior em quase duas décadas, onde a TI Kayapó foi a área que mais queimou entre as terras indígenas (2 213 ou 27,1% dos focos na Amazônia), seguindo pelas TI Capoto Jarina (606 focos) e Sararé (342) no Mato Grosso, e Munduruku (496) e Xikrin do Cateté (326) no Pará. Entre todas as 387 TI do bioma, 171 registraram fogo entre julho e setembro.
Apesar da presença de unidades de conservação ao redor da TI, a região também é envolvida por agropecuários, que afetam a vegetação. Como na entrada da TI observa-se o contraste entre pasto e densa floresta, com muitas espécies, principalmente as centenárias castanheiras. Em estudos recentes, um inventário em uma área de 1 250 hectares nesta TI, foram registrados 5 425 indivíduos de 136 espécies vegetais. Onze espécies se destacaram em importância: a jurema-preta (Mimosa caesalpiniaefolia) é a mais abundante, seguida pela castanheira (Bertholletia excelsa), o caucho (Sapium sp.) e o breu (Protium sp.). Essas espécies representam 69% dos indivíduos da área.